# 蓮潭
蓮潭，是臺灣臺南市白河區的一個傳統地域名稱，位於該區西北端。相較於今日行政區，其範圍大致為廣蓮里不含東北部及東南部。

## 歷史
台灣日治初期，蓮潭地區為一（舊制）街庄，稱為「蓮潭庄」，隸屬於下茄苳北堡。該庄北隔八掌溪與外溪洲庄為界，東北、東及東南與詔安厝庄為鄰，南邊一小段與土溝庄為界，西南邊及西邊為上茄苳庄。
1901年（日治明治三十四年）11月，全台設置二十廳，該庄隸屬於鹽水港廳。1903年（明治三十六年）6月，該庄編入「海豐厝區」，隸屬於鹽水港廳。1909年（明治四十二年）10月，合併二十廳為十二廳，海豐厝區改隸屬於嘉義廳。1920年（大正九年），廢十二廳改設五州二廳，該庄改制為「蓮潭」大字，隸屬於臺南州新營郡白河庄（新制街庄）。1943年10月，白河庄升格為白河街。
戰後白河街改制為白河鎮，隸屬於臺南縣，大字亦改制為里。1950年雲、嘉、南分治，白河鎮仍隸屬於臺南縣。2010年12月25日，因臺南縣市合併為直轄市臺南市，白河鎮改制為白河區。

## 聚落
本地區發展較早的聚落有蓮潭、山仔腳、將軍（已消失）、茄走林（已消失）等，在日治期初期的官方地圖上已有記載。

## 交通
區道南88線是嘉田至海豐厝的道路。
區道南89線是三角潭至白河的道路。
區道南89-1線是三角潭至枋子林的道路。